# Neoplasta acuta
Neoplasta acuta är en tvåvingeart som beskrevs av Collin 1933. Neoplasta acuta ingår i släktet Neoplasta och familjen dansflugor. Inga underarter finns listade i Catalogue of Life.